# Duets for One
Duets for One è un brano composto e interpretato dall'artista britannico Elton John; il testo è di Chris Difford.

## Il brano
Si presenta come un brano pop rock e, a dispetto del nome dell'LP dal quale proviene (Duets del 1993, del quale costituisce l'ultima traccia), costituisce l'unico brano del disco cantato dal solo Elton. La produzione è affidata ad Elton, Stuart Epps e Greg Penny; la melodia presenta diversi cambiamenti di tonalità. Il pezzo parte in maniera tranquilla, per poi assumere immediatamente un'andatura ritmata al terzo verso, rafforzata dal ritornello. Il testo, scritto da Chris Difford (e non, eccezionalmente, da Bernie Taupin, paroliere storico di Elton) significa Duetti Per Uno e si riferisce ad una relazione amorosa.
Duets for One fu pubblicata come singolo in Spagna.